# Ludwig (voornaam)

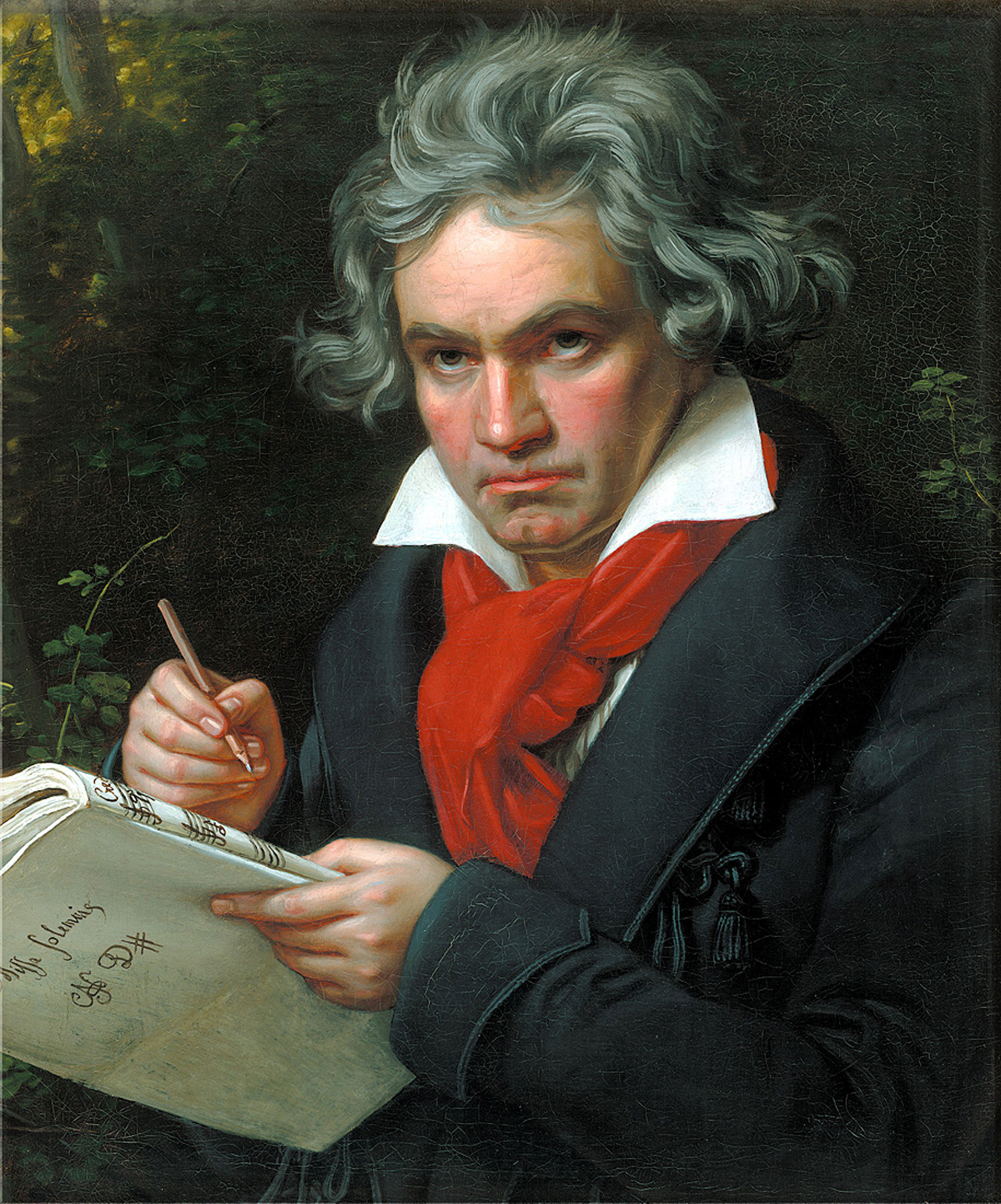
Ludwig van Beethoven

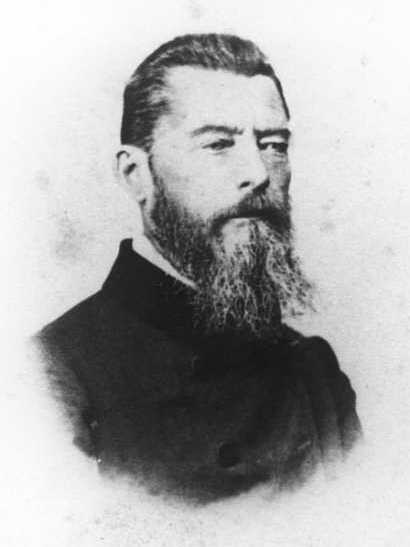
Ludwig Feuerbach

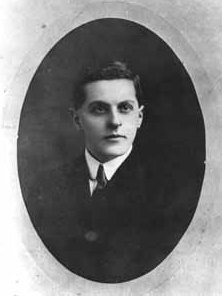
Ludwig Wittgenstein

Ludwig is een voornaam. Het is de Duitse variant van Lodewijk en was traditioneel een van de meest gebruikte Duitse voornamen. Het is een voornamelijk een jongensnaam, maar de naam wordt sporadisch ook aan meisjes gegeven, in Nederland met name als volgnaam (tweede of derde voornaam). Een verkorting van Ludwig is Lutz, wat echter ook als verkorting van Lucius kan worden beschouwd. De vrouwelijke varianten zijn Ludwige, Ludwiga en Ludwika. 
Als oorsprong van de naam gelden de Oudhoogduitse stammen hlut(h) = beroemd en wig = strijd, waardoor de naam 'beroemde strijder' zou betekenen. Zie ook de opmerkingen in het artikel over Lodewijk. De Duitse uitspraak van de naam kent twee standaardvarianten: de uitspraak met de stemloze palatale fricatief /ç/ en de uitspraak met de stemloze velaire plosief /k/. Beide varianten worden als correct beschouwd, waarbij de /ç/-uitspraak iets vaker voorkomt in het noorden van Duitsland. Varianten in andere talen neigen meer naar Ludwig dan naar Lodewijk, zoals in het Pools (Ludwik [ˈludvik]), Tsjechisch (Ludvik [ˈludvɪk]) en de Scandinavische talen (Ludvig [ˈlʉ̌ːdvɪg]).
Ludwig komt als voornaam ook voor in het Nederlands, zij het lang niet zoveel als de Franse variant Louis. Vanaf 1920 kregen vrijwel elk jaar minstens tien Nederlandse kinderen Ludwig als eerste voornaam, met uitschieters tot boven de 20. Vanaf eind jaren '60 maakte de populariteit van deze naam in Nederland echter een flinke duikeling, en sinds 1990 wordt de naam nog maar een enkele keer gegeven. In België waren in 2009 zo'n 2250 mannen met de naam Ludwig; ook hier nam de populariteit af: in de periode 2003-2012 werden in Vlaanderen en Brussel slechts 6 jongens geboren die deze naam kregen. Het totaal aantal Nederlandse en Belgische Ludwigs is resp. 0,02% en 0,04% van de mannelijke bevolking. Het is niet bekend hoeveel van hen van Duitse of Duitstalige afkomst zijn.

## Koninklijke hoogheden en adel
Duitse vorsten met de naam Ludwig worden in Nederlandse publicaties zowel met hun inheemse naam als met de Nederlandse 'vertaling' Lodewijk aangeduid. Een aantal van hen:
- Ludwig I van Beieren (1786-1868), koning van Beieren
- Ludwig II van Beieren (1845-1886), koning van Beieren
- Ludwig III van Beieren (1845-1921), koning van Beieren
- Ludwig IV van Hessen-Darmstadt (1837-1892), groothertog van Hessen en aan de Rijn
- Ludwig IV van Thüringen (1200-1227), landgraaf van Thüringen
- Ludwig I van Württemberg (1119-1158), graaf van Württemberg
- Ludwig II van Württemberg (1137-1181), graaf van Württemberg

## Andere bekende naamdragers
- Ludwig Aschoff, Duits arts
- Ludwig Beck, Duits generaal
- Ludwig van Beethoven, Duits componist, muzikant en dirigent
- Ludwig von Bertalanffy, Oostenrijks bioloog
- Carl Ludwig Blume, Duits-Nederlands botanicus
- Ludwig Boltzmann, Oostenrijks natuur- en wiskundige
- Ludwig Erhard, Duits politicus, voormalig bondskanselier
- Ludwig Feuerbach, Duits filosoof
- Ernst Ludwig Kirchner, Duits schilder
- Ludwig von Köchel, Oostenrijks musicoloog
- Ludwig König, Duitse orgelbouwer
- Ludwig Leichhardt, Pruisisch ontdekkingsreiziger
- Ludwig Mies van der Rohe, Duits-Amerikaans architect
- Ludwig Minkus, Oostenrijks componist
- Ludwig von Mises, Oostenrijks econoom en filosoof
- Ludwig Mond, Duits-Brits chemicus en industrieel
- Heinrich Gottlieb Ludwig Reichenbach, Duits natuurwetenschapper
- Ludwig Schläfli, Zwitsers wiskundige
- Ludwig Tieck, Duits schrijver
- Ludwig Uhland, Duits dichter en politicus
- Ludwig Wittgenstein, Oostenrijks-Brits filosoof